# Galassia Lyman-break

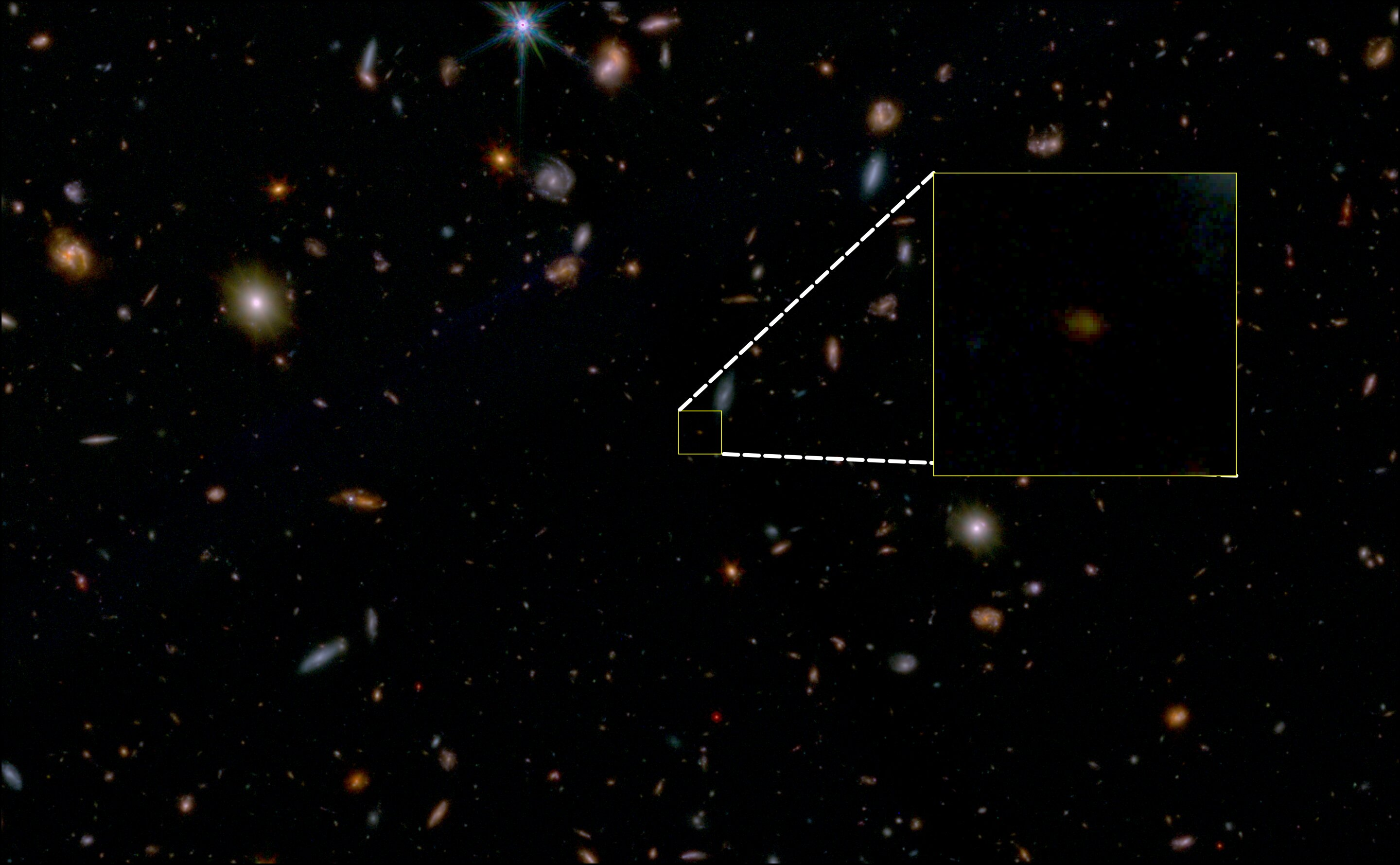
JADES-GS-z7-01-QU, la più antica galassia morta scoperta sin ora, è una galassia LBG.

Una galassia Lyman-break (LBG) è un tipo di galassia che si trova ad alto redshift, ossia molto lontana dalla Terra. Il nome deriva dal fatto che la sua luce presenta una discontinuità, o "break", in corrispondenza della lunghezza d'onda di 912 Angstrom, che è la lunghezza d'onda della linea di emissione Lyman-alpha dell'idrogeno.
Questa discontinuità si verifica perché l'idrogeno neutro presente nell'atmosfera interstellare della galassia assorbe la radiazione Lyman-alpha proveniente dalle stelle massicce all'interno della galassia. Di conseguenza, la luce appare più debole a lunghezze d'onda inferiori a 912 Angstrom rispetto a lunghezze d'onda superiori.
Le Lyman-break sono importanti perché ci permettono di studiare le galassie che si sono formate nell'universo primordiale. Grazie alla loro distanza, la luce che ci arriva da questi oggetti ha impiegato miliardi di anni per raggiungerci, quindi ci permette di vedere come era la situazione quando l'universo era molto più giovane.
Le galassie Lyman-break sono tipicamente molto luminose nell'ultravioletto e hanno un alto tasso di formazione stellare. Questo significa che stanno formando nuove stelle a un ritmo molto elevato, il che può essere dovuto a diversi fattori, come ad esempio la collisione con altre galassie o l'infall di gas freddo.
Le galassie Lyman-break sono state identificate per la prima volta negli anni 1990 e da allora sono state studiate con grande attenzione dagli astronomi. Grazie a questa tipologia di oggetti, abbiamo ampliato le nostre conoscenze sulla formazione delle galassie nel corso dell'evoluzione dell'universo.

## Caratteristiche
Le caratteristiche principali di una galassia Lyman-break sono molteplici. Le LBG si trovano ad alto redshift, tipicamente tra 2 e 5, il che significa che la loro luce ha impiegato miliardi di anni per raggiungerci. La caratteristica distintiva delle LBG è una forte discontinuità ("break") nel loro spettro elettromagnetico a 912 Angstrom, causata dall'assorbimento dell'idrogeno neutro. 
Le LBG hanno una struttura simile alle galassie a spirale, con un bulbo centrale, un disco e bracci di spirale. Tuttavia, il bulbo è più piccolo e compatto, il disco è più spesso e turbolento, e i bracci di spirale sono meno definiti e più corti. Le LBG hanno un tasso di formazione stellare molto elevato, 10-100 volte superiore a quello delle galassie a spirale. Le LBG sono molto luminose nell'ultravioletto (UV), ma la loro luminosità nel visibile è molto più bassa. Le LBG contengono una grande quantità di gas e polvere, che alimenta la loro alta formazione stellare. Le LBG possono avere diverse morfologie, tra cui ellittiche, a spirale e irregolari. Si pensa che le LBG siano le progenitrici delle galassie a spirale odierne. Man mano che l'universo si espande e si raffredda, il gas e la polvere nelle LBG si condensano e formano nuove stelle. Questo processo porta alla crescita del bulbo e del disco della galassia, e alla formazione dei bracci di spirale.
Le LBG sono importanti perché ci permettono di studiare le galassie che si sono formate nell'universo primordiale. Grazie alla loro distanza, la luce che ci arriva da queste galassie ha impiegato miliardi di anni per raggiungerci, quindi ci permette di vedere come erano le galassie quando l'universo era molto più giovane.

## Struttura
Le galassie Lyman-break (LBG) sono una tipologia di galassie ad alto redshift, ossia molto lontane dalla Terra. Sono caratterizzate da una forte discontinuità ("break") nel loro spettro elettromagnetico a causa dell'assorbimento dell'idrogeno neutro presente nell'atmosfera interstellare.
La struttura delle LBG è ancora oggetto di studio, ma si ritiene che sia simile a quella delle galassie a spirale. Tuttavia, le LBG presentano alcune caratteristiche distintive:
- Bulbo: il bulbo centrale delle LBG è molto più piccolo e compatto rispetto a quello delle galassie a spirale.
- Disco: il disco delle LBG è molto più spesso e turbolento rispetto a quello delle galassie a spirale.
- Bracci di spirale: i bracci di spirale delle LBG sono meno definiti e più corti rispetto a quelli delle galassie a spirale.
- Gas e polvere: le LBG contengono una grande quantità di gas e polvere, che alimenta la loro alta formazione stellare.

Le LBG sono tipicamente molto luminose nell'ultravioletto e hanno un alto tasso di formazione stellare. Questo significa che stanno formando nuove stelle a un ritmo molto elevato, il che può essere dovuto a diversi fattori, come ad esempio la collisione con altre galassie o l'infall di gas freddo.
Le LBG sono importanti perché ci permettono di studiare le galassie che si sono formate nell'universo primordiale. Grazie alla loro distanza, la luce che ci arriva da queste galassie ha impiegato miliardi di anni per raggiungerci, quindi ci permette di vedere come erano le galassie quando l'universo era molto più giovane.
Ecco alcuni dei punti chiave da ricordare sulla struttura delle galassie Lyman-break:
- Hanno una struttura simile alle galassie a spirale, ma con un bulbo più piccolo e un disco più spesso e turbolento.
- Contengono una grande quantità di gas e polvere.
- Sono molto luminose nell'ultravioletto e hanno un alto tasso di formazione stellare.
- Sono importanti perché ci permettono di studiare le galassie che si sono formate nell'universo primordiale.

## Ricerca
Lo studio delle LBG è un campo di ricerca molto attivo. Gli astronomi stanno usando le LBG per studiare l'evoluzione delle galassie, la formazione stellare e la chimica dell'universo primordiale. Lo studio delle LBG è limitato dalla loro distanza. La luce che ci arriva da queste galassie è molto debole, quindi è difficile ottenere informazioni dettagliate su di esse.

## Storia
Le LBG sono state identificate per la prima volta utilizzando i telescopi a terra. Tuttavia, i telescopi spaziali come il telescopio spaziale Hubble e il telescopio spaziale James Webb sono molto più efficienti nell'identificare e studiare le LBG. Le sfide future nello studio delle LBG includono lo sviluppo di nuove tecniche per identificarle e studiarle, e la comprensione del loro ruolo nell'evoluzione dell'universo. 
La prima galassia Lyman-break (LBG) è stata scoperta nel 1996 da un team di astronomi guidato da Steinn Sigurdsson. Il team utilizzava il telescopio spaziale Hubble per osservare un campo di cielo profondo nella costellazione del Grande Carro.
La galassia, chiamata LBG-1, si trova ad un redshift di z = 3,09, il che significa che la sua luce ha impiegato circa 13 miliardi di anni per raggiungerci. LBG-1 è una galassia a spirale molto luminosa nell'ultravioletto e ha un alto tasso di formazione stellare.
La scoperta di LBG-1 ha aperto la strada allo studio di una nuova popolazione di galassie, le LBG, che ci permettono di studiare l'universo primordiale. Da allora, sono state identificate migliaia di LBG, fornendo agli astronomi una grande quantità di informazioni sulle galassie che si sono formate nei primi miliardi di anni dopo il Big Bang.
Nel 2024 grazie alle osservazioni del telescopio Webb è stata scoperta Gz9p3, una galassia LBG brillante ritenuta la più lontana al momento della scoperta. L'oggetto si sarebbe formato solo 510 milioni di anni dopo il Big Bang, manifesta evidenze di fusione tra più galassie con un tasso di creazione di stelle stimato in 1000 masse solari all'anno.

## Strumenti
Ecco alcuni dei telescopi che sono stati utilizzati per studiare le LBG:
- Telescopio spaziale James Webb
- Telescopio spaziale Hubble
- Telescopio spaziale Spitzer
- Telescopio spaziale Chandra
- Telescopio VLT (Very Large Telescope)
- Telescopio Keck[3]